# 巨嘴鳥教練機
巨嘴鳥教練機（葡萄牙語：Tucano)是一架由巴西航空工業公司研製的下單翼、單渦輪螺旋槳基礎教練機，並可改裝為攻擊機。巴西空軍於1978年看中此項目，並開始贊助，原型機於1980年試飛，並於1983年開始量產。
巨嘴鳥是首批外銷至多國的巴西飛機，並從此打開巴西的外銷之路。

## 發展

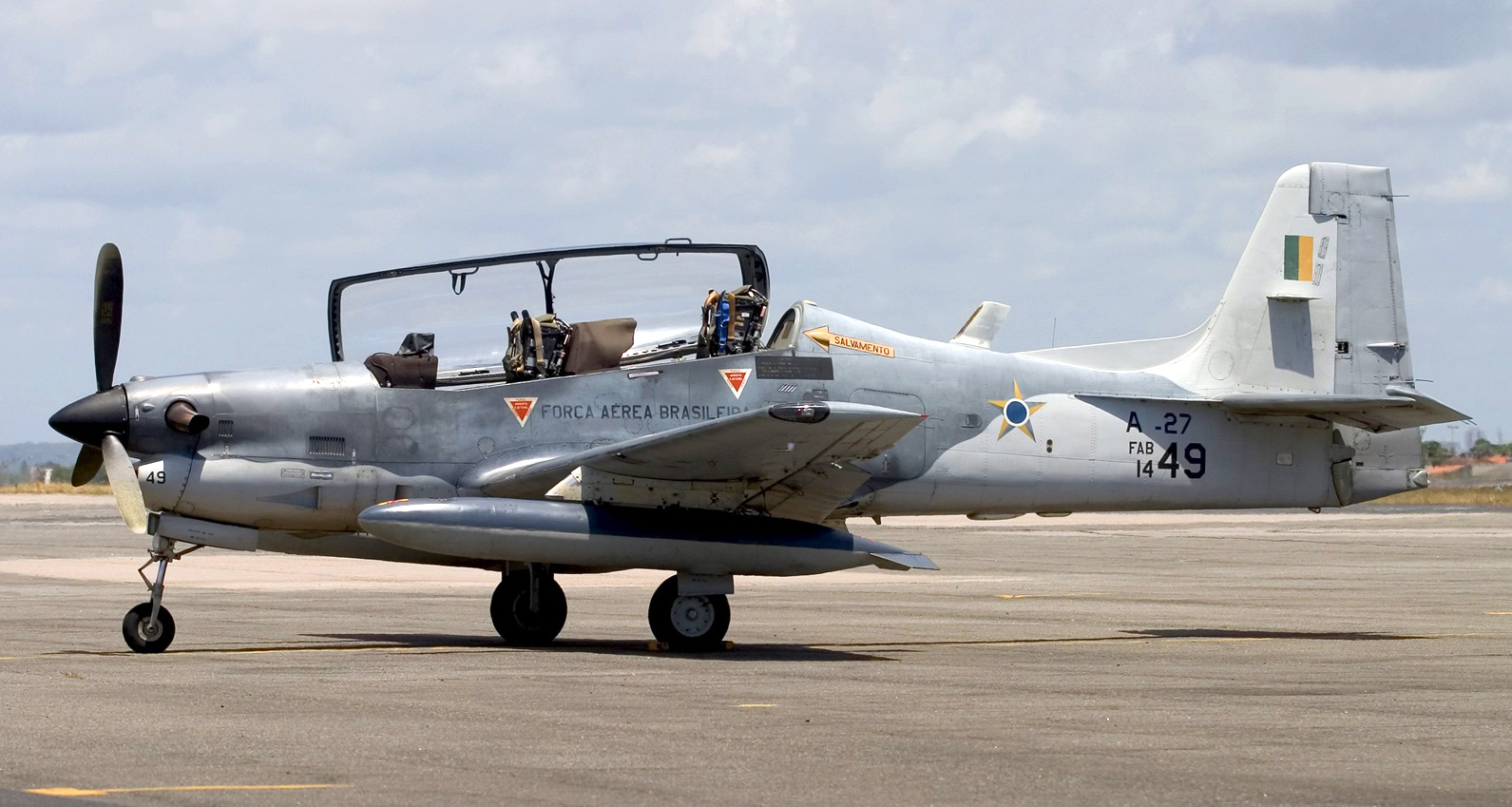
巴西空軍的AT-27攻擊機版本

1977年，巴西軍隊提出教練機的需求，當時有兩個方案分別為EMB-301和EMB-311，1978年由Guido Fontegalante Pessotti帶領的巴西航空工業公司開始以EMB-311為基礎設計EMB-312，並於年底得到原型機生產合同。
EMB-312與EMB-311最主要的差別是駕駛艙與發動機，而原型機也經過數次的更動，例如增大翼展、尾翼和起落架和改變圓頂的形狀等等。原型機於1980年首飛，並於1983年通過測試，獲得註冊標誌PP-ZDK，並於1個月後於莫斯科航展亮相。該機被巴西空軍指定為用於訓練目的的T-27和用於反叛亂任務的地面攻擊的AT-27。而巨嘴鳥的名稱據傳是一名學員看見巨嘴鳥後，突發奇想而提出來的，並獲軍隊同意。
巨嘴鳥優秀的設計，影響之後的教練機研發思路，如噴氣螺旋引擎，並且優秀的機體工程學設計使其成為一台擁有低速操作性能的戰機，而1000公斤的掛載更是使其成為清剿叛軍最好的選擇。

## 型號

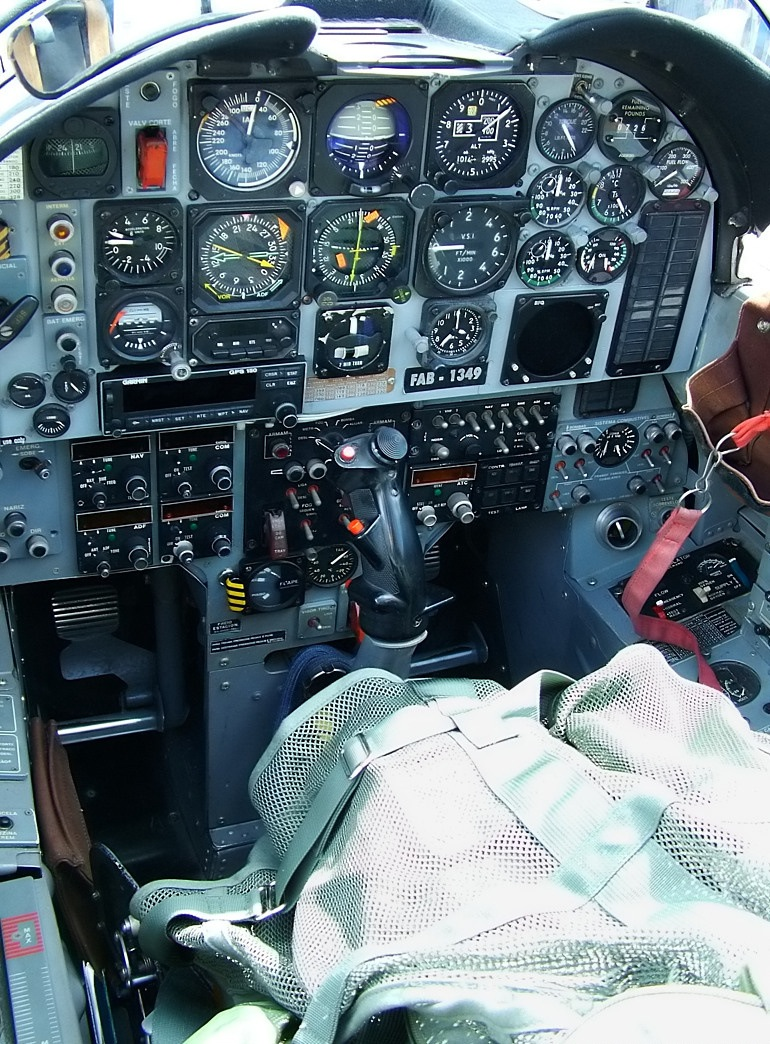
巨嘴鳥的駕駛儀表盤

### EMB-312A
標準版
- Tucano YT-27

原型機
- Tucano T-27

雙座版本
- Tucano AT-27

雙座攻擊機版本

### EMB-312F
為法國空軍製造的升級版本，配備了TEAM SA航空電子設備、新的導航設備、螺旋槳、制動器及除冰系統

### EMB-312S
肖特巨嘴鳥教練機
- Tucano T.1

原始版本
- Tucano Mk.51

外銷肯亞的版本
- Tucano Mk.52

外銷科威特的版本

### EMB-312H
巴西航空工業公司開發項目，最後衍伸為A-29超級大嘴鳥攻擊機

## 服役國家

### 服役中

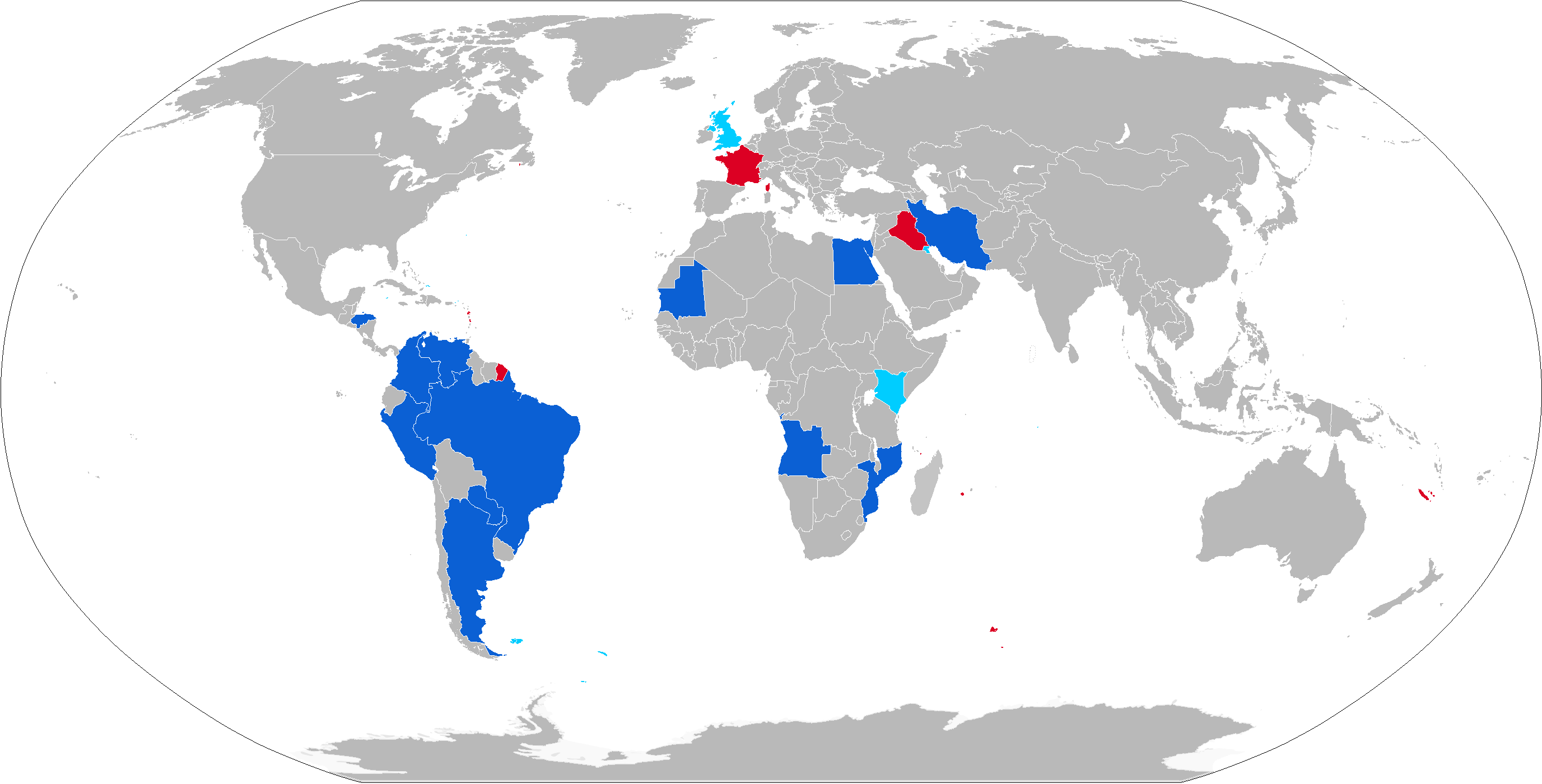
肖特巨嘴鳥教練機是淺藍，而紅色是已退役

- 安哥拉
- 阿根廷
- 巴西
- 中非
- 哥伦比亚
- 埃及
- 伊朗
- 科威特
- 毛里塔尼亚
- 莫桑比克
- 巴拉圭
- 秘魯
- 委內瑞拉

### 已退役

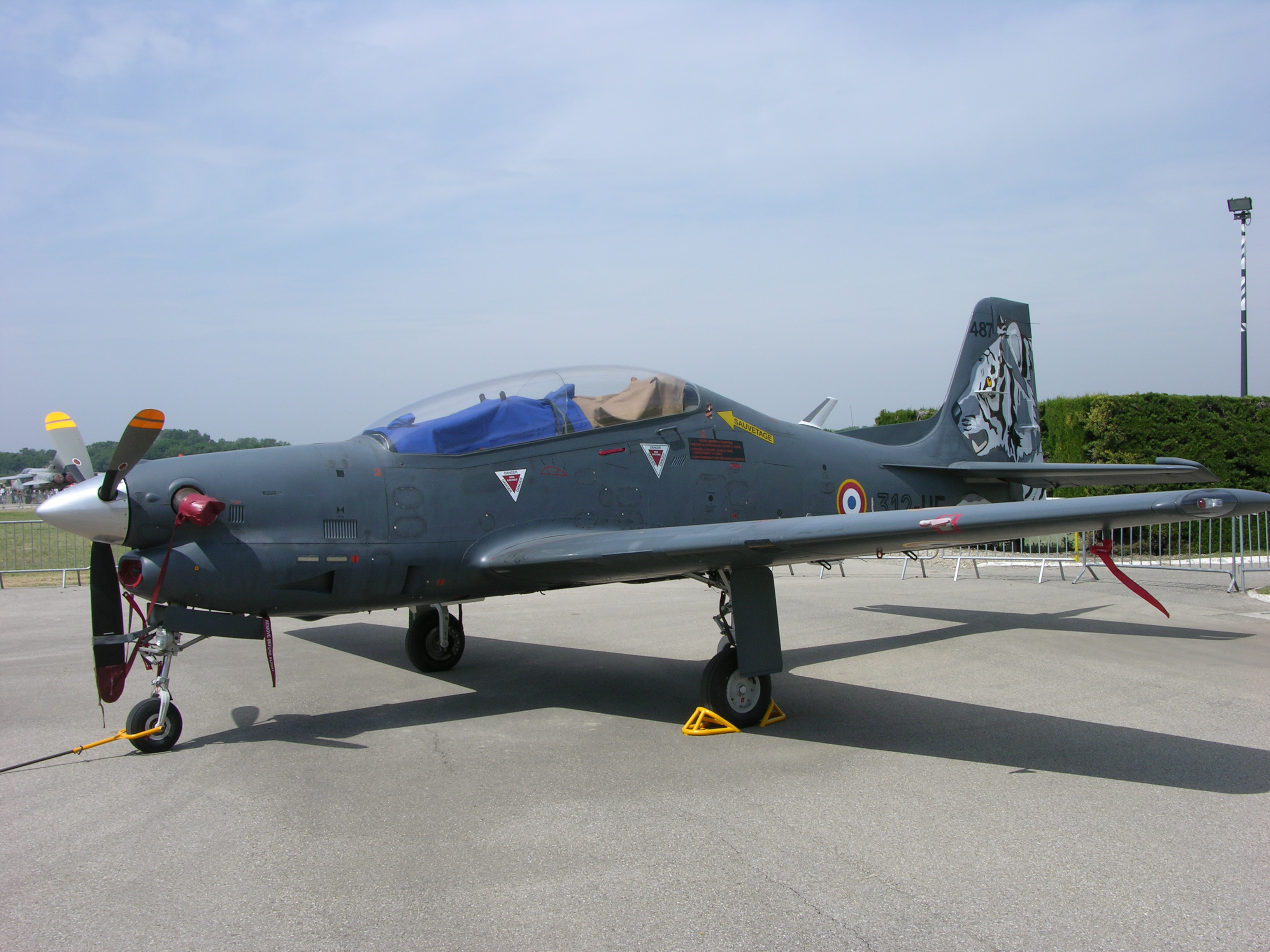
法國空軍已退役的巨嘴鳥

- 法國
- 伊拉克

## 外部連結
（页面存档备份，存于）